# 張淮 (成化進士)
張淮（1441年—？年），字邦鎮，河南開封府許州襄城縣人，軍籍，治《書經》，年二十九歲中式成化五年己丑科第三甲第三十五名進士。十二月十一日生，行三，曾祖張耆；祖張太；父張巖；母毛氏。具慶下，妻徐氏，兄浩；淵。由國子生中式河南鄉試第三十七名舉人，會試中式第一百八十五名。